# Auisle
Auisle (nòrdic antic: Ásl o Auðgísl; anglès antic: Eowils) va ser un cabdill nòrdic-gaèlic, monarca viking del regne de Dublín a la segona meitat del segle ix, hipotèticament fill de Gofraid de Lochlann.
Segons els Annals fragmentaris d'Irlanda, Auisle era el germà petit de Amlaíb Conung e Ivar de Dublín. Altres fonts esmenten un quart germà,  Hálfdan. Encara que no fossin realment germans, els Annals irlandesos associa els tres com a reis de Dublín. Auisle se cita per primer cop el 863 quan dirigeix un gran exèrcit per saquejar la prehistòrica necròpoli Brú na Bóinne.
Auisle no torna a ser esmentat fins al 866 quan uneix les seves forces amb Amlaíb en una expedició al nord d'Anglaterra. Mentre Ivar sembla que es va unir al gran exèrcit pagà a les seves incursions al regne de Mercia, East Anglia i  Northumbria, Auisle i Amlaíb van devastar als Pictes, prenent ostatges i romanent tot l'hivern a la regió.

L'any 867 els Annals d'Ulster cita:
| « | Auisle, un dels tres reis dels pagans, va ser assassinat pels seus germans en l'engany i el parricidi. | » |

Segons els Annals fragmentaris d'Irlanda (any 867):
| « | Va haver una trobada entre Óisle, fill del rei de Noruega, i Amlaíb, el seu germà. El rei va tenir tres fills: Amlaíb, Imar i Óisle. Óisle era el més petit, però el més gran en valor, ell va eclipsar als irlandesos en llançament de javelines i força amb llances. Ell va superar els noruecs amb espases i disparant fletxes. Els seus germans l'odiaven, i Amlaíb sobretot; el motiu no se sap pel temps que va passar. Els dos germans, Amlaíb i Imar, van anar a consultar l'assumpte sobre el jove Óisle; van amagar les raons per matar-lo, no les van dir, en el seu lloc van cercar excuses per poder matar-lo; i més tard van decidir matar-lo. | » |

Els Annals fragmentaris amplien la informació, esmentant que Amslaíb va matar Auisle per una disputa sobre la dona d'Amslaíb.

## Herència
L'únic descendent d'Auisle apareix als Annals d'Ulster sense nom i va morir el 883: 
| « | <...>el fill d'Auisle va morir a les mans del fill d'Iergne i la filla de Mael Sechnaill. | » |